# Espejo dieléctrico

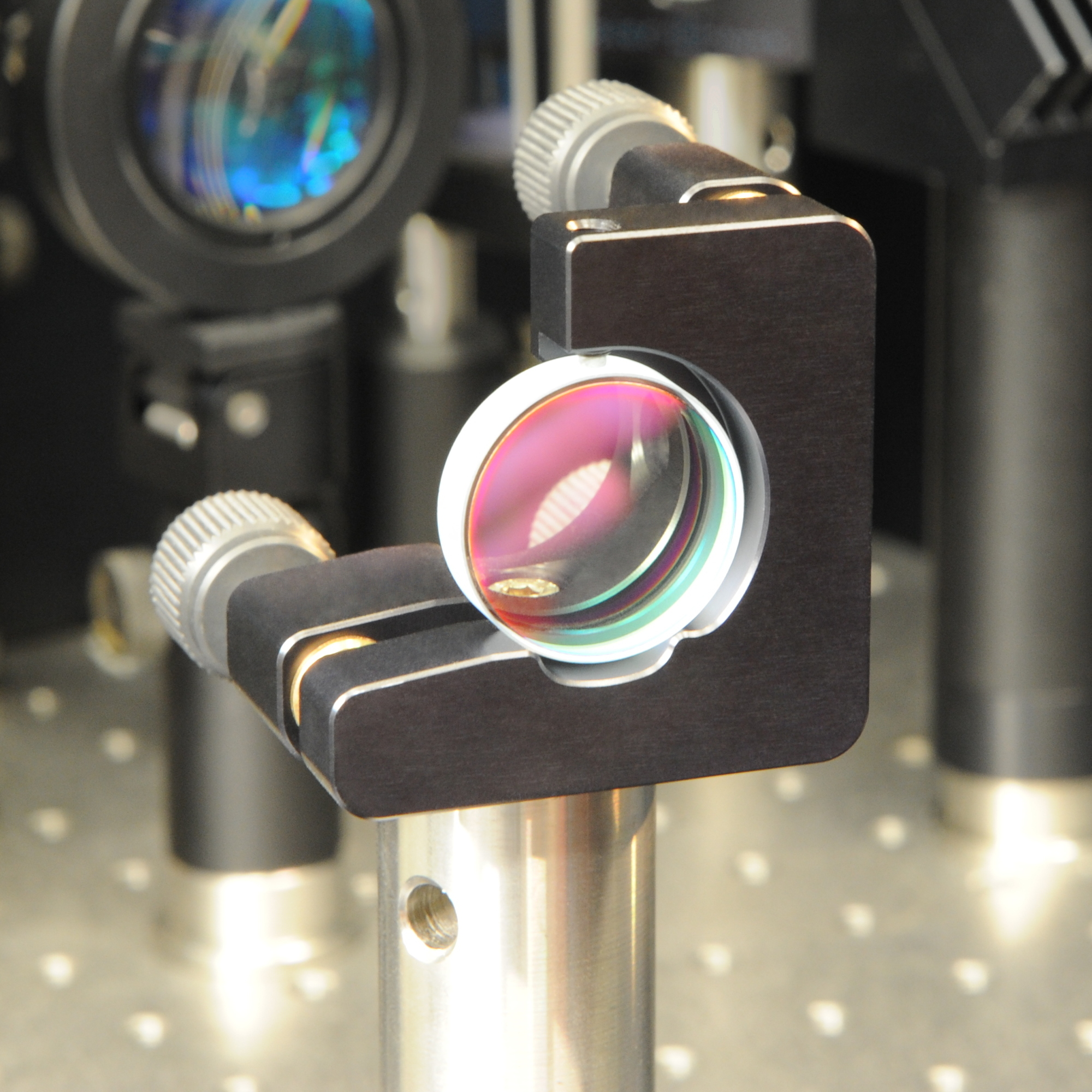
Espejo dieléctrico infrarrojo

Los espejos dieléctricos, que generalmente están hechos de sustratos de cristal en los que se depositan una o más capas de material dieléctrico, forman una cobertura óptica con propiedades muy cercanas a las de un espejo perfecto.
Los mejores espejos de este tipo pueden reflejar más del 99,998% de la luz que incide en ellos, aunque solo muestran esta propiedad para un intervalo concreto de longitudes de onda.